# 山県市立美山中学校
山県市立美山中学校（やまがたしりつ みやまちゅうがっこう）は、岐阜県山県市にある公立中学校。部活では男子バレーボール部が強く2021年中体連では岐阜県1位に輝いた。

## 沿革
美山中学校は2003年に美山南中学校と美山北中学校を統合し、新たに開校した中学校である。
- 2003年（平成15年）4月1日 - 高富町、伊自良村、美山町が合併し、山県市が発足。同時に美山町立美山南中学校と美山町立美山北中学校が統合され、山県市立美山中学校が開校する。校舎は旧・美山南中学校の校舎を使用する。
- 2009年（平成21年）12月18日 - 新校舎が完成。
- 2010年（平成22年）1月7日 - 新校舎での授業を開始。

## 通学区域[1]
- 岩佐
- 中洞
- 富永
- 青波
- 佐野
- 船越
- 日永
- 出戸
- 相戸
- 柿野
- 徳永
- 笹賀
- 椿
- 谷合
- 田栗
- 片原
- 神崎
- 円原
- 葛原

## 進学前小学校
- 美山小学校
- いわ桜小学校